# Чуфарово (Майнський район)
Чуфарово (рос. Чуфарово) — село в Майнському районі Ульяновської області Російської Федерації.
Населення становить 240 осіб. Входить до складу муніципального утворення Старомаклаушинське сільське поселення.

## Історія
Від 2004 року входить до складу муніципального утворення Старомаклаушинське сільське поселення.

## Населення
| 2010 |
| ---- |
| 240  |